# Honkasaari (ö i Finland, Södra Savolax, S:t Michel, lat 61,51, long 26,44)
Honkasaari är en ö i Finland. Den ligger i sjön Pienivesi och i kommunen Pertunmaa i den ekonomiska regionen  S:t Michel och landskapet Södra Savolax, i den södra delen av landet, 170 km nordost om huvudstaden Helsingfors. Öns area är 29,9 hektar och dess största längd är 0,9 kilometer i nord-sydlig riktning.